# Chapelle Ostojić à Subotica
La chapelle Ostojić à Subotica (en serbe cyrillique : Остојић капела у Суботици ; en serbe latin : Ostojić kapela u Subotici) est une chapelle orthodoxe située à Subotica et dans le district de Bačka septentrionale, en Serbie. Elle est inscrite sur la liste des monuments culturels protégés de la République de Serbie (identifiant no SK 1539).

## Présentation
Jovan Ostojić (1804-1865) et sa femme Terezija (1803-1876) étaient de riches philanthropes qui ont favorisé l'éducation et le mariage d'une centaine de jeunes Serbes et qui ont aussi soutenu la Société de chant serbe, ou encore le Théâtre national serbe de Novi Sad. Terezija a créé par testament la Fondation Jovan et Terezija Ostojić, qui n'a commencé à fonctionner qu'après leur mort.
La chapelle, dédiée à saint Georges, est située dans le cimetière orthodoxe de Subotica. Elle a été construite de 1879 à 1881 par décision de la Communauté orthodoxe sur des plans de l'architecte Titus Mačković à l'endroit où les deux philanthropes étaient enterrés. Par son style, elle mêle des éléments néo-classiques et des éléments serbo-byzantins, comme le dôme.
De plan carré, elle est dotée d'une abside demi-circulaire à l'intérieur et polygonale à l'extérieur ; les façades latérales reproduisent les motifs de l'abside. Le portail principal est arqué. Les angles sont soulignés par des pilastres et aux quatre coins de l'édifice se trouvent des tourelles reposant sur des tambours hexagonaux. Les dômes surmontant la chapelle et les tourelles portent des croix.
À l'intérieur se trouve une iconostase sculptée par l'atelier de Đula Molnar et peinte par Károly Sauer.